# Futebol na Letônia
Na Letônia o futebol não é o esporte favorito, mas nos últimos anos ele ganhou mais popularidade.
A seleção nacional tem feito progressos nos últimos anos. O melhor resultado até agora foi sua participação na Eurocopa 2004 em Portugal, depois de ganhar da Turquia nas eliminatórias.
Eles fizeram um empate impressionante com a poderosa Alemanha na Eurocopa 2004.